# Зігфрід Мюллер
Зігфрід Фрідріх Генріх Мюллер (нім. Siegfried Friedrich Heinrich Müller; 26 жовтня 1920, Кроссен-ан-дер-Одер, Веймарська республіка — 17 квітня 1983, Трансвааль, ПАР) — німецький найманець.

## Біографія
Син оберста вермахту, який загинув в 1942 році. Навчався в інтернаті Фрідланда.
У 1931 році вступив в Сталевий шолом, а в 1933 році перейшов в Гітлер'югенд, де в 1934-38 роках був прапороносцем. З літа 1938 року — достроковий доброволець Імперської служби праці (загін 2/101, будівельний батальйон 123). У жовтні 1939 року був переведений в вермахт, де служив спочатку в артилерії, а потім в протитанкових частинах. Учасник Польської і Французької кампаній, а також Німецько-радянської війни.
У 1945 році з пораненням в хребет потрапив в американський полон і аж до свого звільнення в 1947 році перебував у польовому госпіталі в Лангені. У 1948-56 роках служив офіцером військово-будівельної служби робочих частин на американських військових базах — Ландштульському медичному центр і авіабазі Рейн-Майн. Крім того, протягом двох років Мюллер служив в так званій промисловій поліції на посаді головного наглядача (промисловий поліцейський, який відповідає за безпосереднє керівництво п'ятьма наглядачами).
З появою відомства Бланка, попередника Федерального міністерства оборони Німеччини, Мюллер був залучений до розробок ручної протитанкового зброї. Він також працював в Товаристві військової політики у Франкфурті-на-Майні, де займався питаннями створення нових збройних сил Німеччини, такими як ефект шоку у солдатів в першому бойовому зіткненні або структура нових дивізій. Крім того, він працював в Товаристві вільної військової політики.
Отримавши відмову в прийомі на службу в бундесвер, Мюллер з 1956 року працював в нафтовій компанії British Petroleum в Північній Африці, де займався розмінуванням вибухових пристроїв в Сахарі, що залишилися після Африканської кампанії. У 1962 році разом з дружиною і дочкою емігрував до ПАР.

### Найманець в Конго
У 1964-65 роках Мюллер служив найманцем в підрозділі «Командо 5» Майка Гоара, залучених прем'єр-міністром Республіки Конго (Леопольдвіль) Моїзом Чомбе для придушення повстання Сімба.
Мюллер був у складі однієї з перших груп чисельністю в 38 найманців, які прибули 21 серпня 1964 року через ПАР в Каміну. Гоар призначив його одним з трьох командирів новоствореного підрозділу. На Гоара справили враження як Залізний хрест Мюллера, так і те, що той привіз з собою друкарську машинку, що говорило про нього, як про досвідченого солдата. Всього через два дні після прибуття в Каміну підрозділ був переміщений на літаку в Мобу. Звідти Гоар планував разом з 24 бійцями на трьох десантних човнах переправитися через озеро Танганьїка, щоб атакувати Альбервіль і звільнити європейських заручників. Перехід по озеру виявився складним, оскільки в другу ніч 2 з трьох підвісних човнових моторів перестали працювати, і найманцям довелося гребти вручну. На підступах до міста група піддалася обстрілу з лікарні, в результаті якого загинуло двоє німців, Бернд Келерт і Вальтер Нестлер. Підрозділ відступив до Каміни.
Зазнавши невдачі, Гоар зібрав в «Командо 5» 300 осіб і доручив Мюллеру створення повітряно-десантного підрозділу «Командо 52». До вересня він складався з трьох офіцерів і 50 рядових, до яких приєдналася рота з 150 конголезьких солдатів. Після захоплення Боенде силами повстанців Сімба підрозділ Мюллера спробував взяти Кокіявіль, але наступ було відбито. Загинув рядовий Фріц Кеттеріч. Через загальний занепад бойового духу половина найманців покинула підрозділ.
Через кілька днів в «Командо 52», дислокований в Бікілі, прибув німецький журналіст Герд Гайдеманн. Він зробив фотографії Мюллера і взяв у нього інтерв'ю для журналу Stern, що зробило найманця відомим в Німеччині. Гоар направив Мюллеру для посилення «Командо 54», Мюллер з двома підрозділами в підпорядкуванні підготував ще одну спробу захоплення Боенде. Гоар отримав інформацію про порушення дисципліни, особисто прибув в «Командо 52», щоб вислати Гайдемана та іншого журналіста Ернста Петрі. Він побоювався, що німецькі найманці в Африці будуть представлені в ЗМІ в негативному світлі. Він зняв Мюллера з посади командира взводу, але не став перешкоджати розробці плану захоплення міста. Через роки Гоар виправдовував своє рішення тим, що «Командо 52» був непередбачуваним підрозділом, а Мюллер занадто віддалився від своїх підлеглих. Хоча Мюллер провів достатньо часу серед американських військових, він погано володів англійською мовою і не міг ефективно спілкуватися зі своїми підлеглими. Взяття Боенде пройшло відповідно до планів Мюллера, і обидва підрозділи вийшли з бою без втрат.
У листопаду 1964 року Гоар призначив його командиром військової бази «Командо 5». Нові найманці пройшли військову підготовку і отримали зброю і військове спорядження. З 6 по 13 лютого 1965 року Мюллер був начальником великої військової колони, що рухалася зі Стенлівіля в Пауліс. В засідці біля Бафвасенде загинуло близько 15 бійців Мюллера, включаючи трьох найманців. 12 інших найманців отримали поранення. Половина з приблизно сорока автомобілів була знищена.
У травні 1965 Мюллер повернувся додому в ПАР і влаштувався працювати в приватну охоронну організацію. Помер від раку шлунка.

## Звання
- Єфрейтор (1940)
- Оберєфрейтор (1943)
- Унтерофіцер (1943)
- Фанен-юнкер (1944)
- Обер-фенріх (1945)

Мюллер стверджував, що 20 квітня 1945 року він був підвищений до оберлейтенанта, проте у військовому квитку, солдатській книжці і в документах військовополоненого вказане звання обер-фенриха.
- Лейтенант (1964)
- Гауптман (1964)
- Майор (1964)

## Нагороди
- Медаль «За Атлантичний вал» (1940)
- Нагрудний знак «За участь у загальних штурмових атаках» (1942)
- Медаль «За зимову кампанію на Сході 1941/42» (1942)
- Залізний хрест
  - 2-го класу (1943)
  - 1-го класу (1945)
- Нагрудний знак «За поранення» в сріблі (1945)

Майк Гоар стверджував: «Він [...] прямо з самого початку запросив дозвіл носити Залізний хрест, і я його охоче надав. Не впевнений, що коли-небудь згодом бачив його без цього ордена на грудях. Подейкували, що у нього був другий примірник на піжамі, але за це я не можу поручитися.»

## Фільмографія
- Kommando 52, DEFA 1965
- Der lachende Mann, DEFA 1966
- PS zum lachenden Mann, DEFA 1966
- Der Fall Bernd K., DEFA 1967
- Kongo Müller. Eine deutsch-deutsche Geschichte, Buch und Regie Siegfried Ressel, AR-Film 2010

### Статті
- Jan-Frederik Bandel: Das Malheur. Kongo-Müller und die Proteste gegen „Africa Addio“. In: iz3w, 2005, Ausg. 287, S. 37–41.
- cb: Kongo Müller: A Career of a German Mercenary, in: Bernhard Chiari & Dieter H. Kollmer (Editors): A Concise Guide to the History of the Democratic Republic of the Congo, issued by the German Military History Research Institute (MGFA), S. 23 f hier:
- Christian Bunnenberg: Heiße oder kalte Krieger? Bundesdeutsche Ministerien und der Einsatz (west-)deutscher Söldner während der Kongo-Krise 1964/65. In: Diskurs. Politikwissenschaftliche und geschichtsphilosophische Interventionen, 2/2009, S. 58–70.
- Christian Bunnenberg: „Kongo-Müller“. Eine deutsche Söldnerkarriere. In: Militärgeschichte. Zeitschrift für historische Bildung. Heft 3/2006. S. 17
- Roman Deckert, Cord Eberspächer, Gerhard Wiechmann: Film als Waffe im Kalten Krieg: „Der lachende Mann. Bekenntnisse eines Mörders“ und „Immer wenn der Steiner kam“. Sternstunden des Films oder demagogische Demontage? In: Lars Karl (Hrsg.): Leinwand zwischen Tauwetter und Frost. Der osteuropäische Spiel- und Dokumentarfilm im Kalten Krieg. Edition Metropol, Berlin 2007, ISBN 978-3-938690-54-3, S. 171–202.
- Eike Frenzel: Söldnerlegende „Kongo-Müller“: Legionär an der Medienfront, Spiegel online, 19. Mai 2010
- Thomas Holl: Mit Eisernem Kreuz und Totenschädel. In: FAZ, 18. März 2006, S. 4.
- Ernst Petry/Gerd Heidemann: Die Straße der Landsknechte, in: Der Stern, Nr. 47 v. 22. November 1964, Nr. 48 v. 29. November 1964 und Nr. 49 v. 6. Dezember 1964.
- Torsten Thomas, Gerhard Wiechmann: Moderne Landsknechte oder Militärspezialisten? Die „Wiedergeburt“ des Söldnerwesens im 20. Jahrhundert im Kongo, 1960–1967. In: Stig Förster, Christian Jansen, Günther Kronenbitter (Hrsg.): Rückkehr der Condottieri? Krieg und Militär zwischen staatlichem Monopol und Privatisierung; Von der Antike bis zur Gegenwart. Schöningh, Paderborn 2009, ISBN 978-3-506-76754-7, S. 265–282.
- Dokument 84. Bundeswehr und asymmetrische Kriegführung. Siegfried Müller, Schreiben an den Bundesminister der Verteidigung (Kai-Uwe von Hassel), Frankfurt a. M., 22. November 1965, in: Christoph Nübel (Hg.): Dokumente zur deutschen Militärgeschichte 1945-1990. Bundesrepublik und DDR im Ost-West-Konflikt, Berlin (Ch. Links Verlag) 2019, S. 370. ISBN 978-3-96289-070-4

### Книги
- Christian Bunnenberg: Der „Kongo-Müller“. Eine deutsche Söldnerkarriere (Europa-Übersee; Bd. 19). Lit-Verlag, Münster 2006, ISBN 978-3-8258-9900-4 (Rezension).
- Mike Hoare: Congo Mercenary, Paladin Press, Boulder/Colorado 2008, ISBN 978-1-58160-639-3, S. 45–82.
- Otto Köhler: Kongo-Müller oder Die Freiheit, die wir verteidigen. Bärmeier & Nikel, Frankfurt/M. 1966.
- Walter Heynowski, Gerhard Scheumann: Der lachende Mann. Bekenntnisse eines Mörders. Verlag der Nation, Berlin 1966.
- Walter Heynowski/Gerhard Scheumann: Kannibalen. Ein abendländisches Poesiealbum in Selbstzeugnissen,Verlag der Nation Berlin, 1967.
- Walter Heynowski/Gerhard Scheumann: Der Fall Bernd K., Mitteldeutscher Verlag, Halle (Saale) 1968.
- Klaas Voß: Washingtons Söldner. Verdeckte US-Interventionen im Kalten Krieg und ihre Folgen, Hamburg (Hamburger Edition) 2014. ISBN 978-3-86854-274-5.